# Carlos V (chocolate)
Carlos V es una marca de chocolates de origen mexicano perteneciente a la compañía de productos Nestlé. La presentación original y más conocida de este chocolate es en barra al estilo suizo (chocolate dulce con leche).
Originalmente, el chocolate era elaborado por una compañía de dulces mexicana, la Fábrica de Chocolates la Azteca, que fue adquirida en 1995 por Nestlé. El nombre de la marca hace referencia al emperador Carlos V del Sacro Imperio Romano Germánico, con su imagen apareciendo en las envolturas y latas del chocolate.
Existen distintas variantes de la golosina, la mayoría de ellas elaboradas a base de cacao y leche. En México, la barra convencional es de auténtico chocolate, pero en los Estados Unidos, es un dulce sabor chocolate.